# Riunione Gymnich

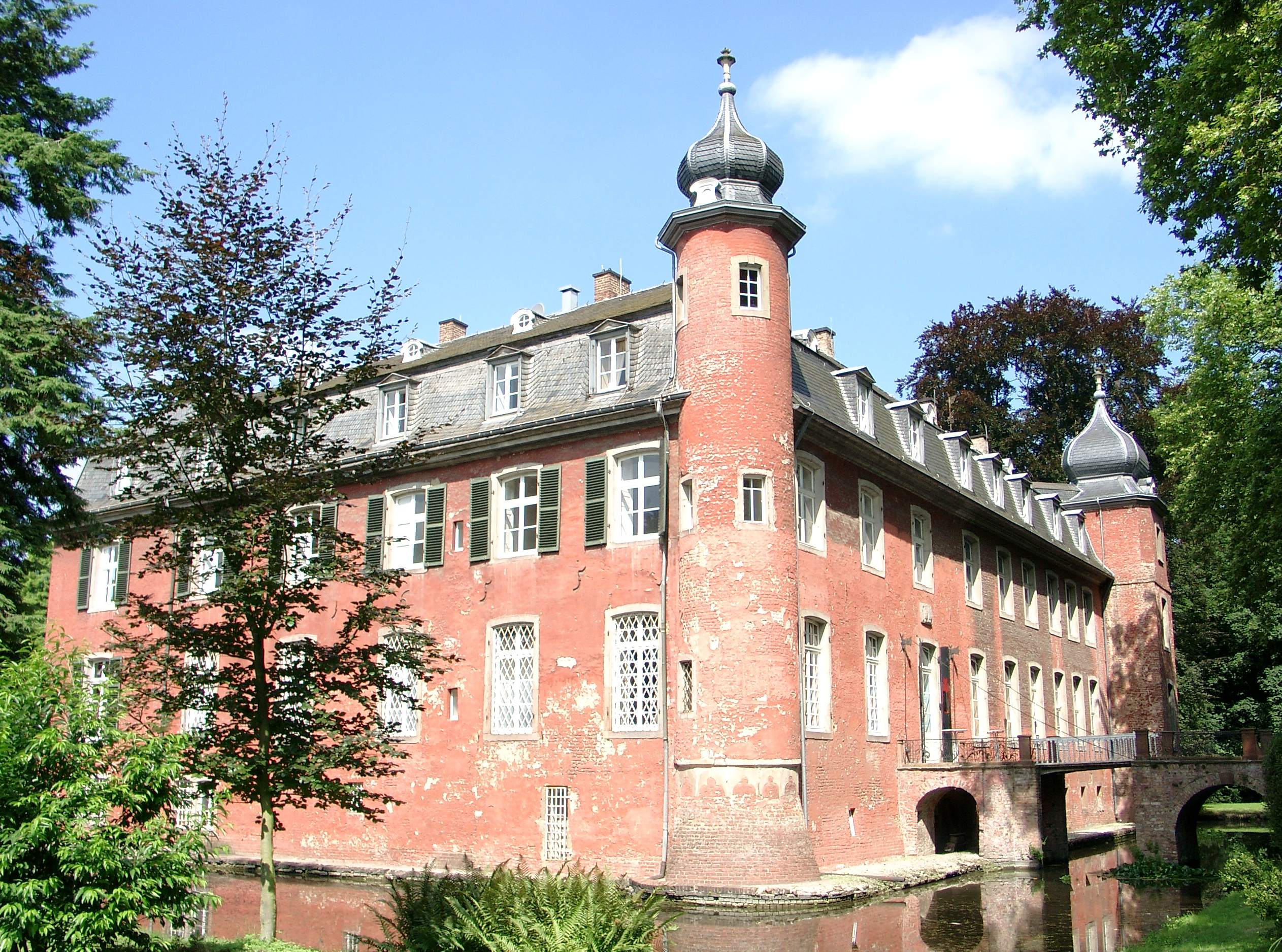
Il castello di Gymnich in Germania, sede del primo incontro informale dei Ministri degli Esteri dell'UE

Una riunione "Gymnich" è un incontro informale dei ministri degli Esteri dei Paesi membri dell'Unione Europea, organizzato ogni sei mesi secondo la presidenza di turno del Consiglio dell'Unione Europea dal 1974. In questi incontri i ministri dei 27 paesi non vengono accompagnati dai loro assistenti, il che rende l'ambiente più favorevole a scambi di opinioni informali e franchi. Questo tipo di riunione ha preso il nome dalla sede del primo di questi eventi tenutosi presso il castello di Gymnich, situato a Erftstadt, Nord Reno-Westfalia, in Germania.

## Riunioni

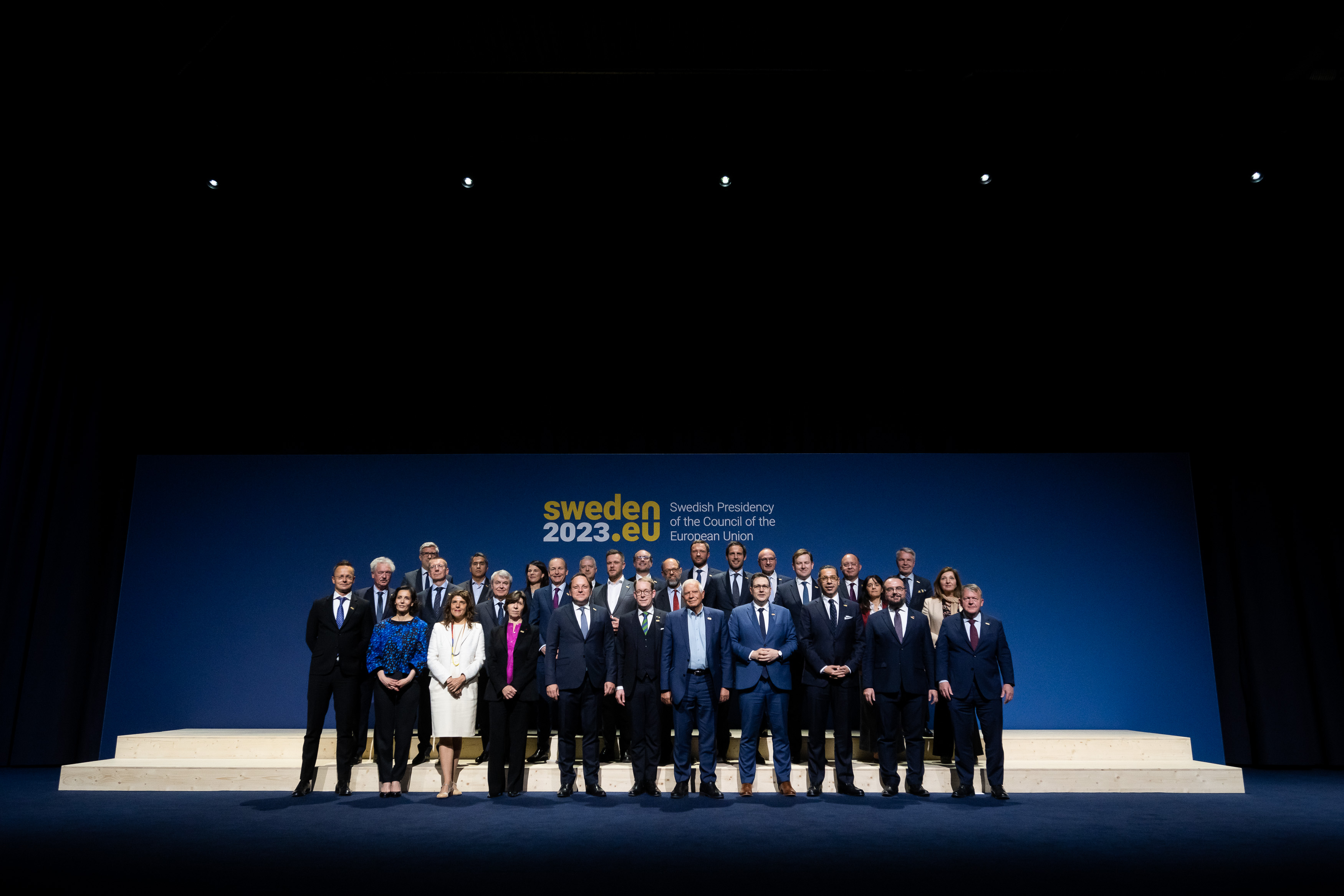
Riunione dei ministri degli Esteri dell'Unione europea (Gymnich) a Stoccolma, Svezia, maggio 2023

### 2023
- Stoccolma: 12 e 13 maggio [1]
- Toledo: 29 e 30 agosto [2]

### 2022
- Praga: 30 e 31 agosto [3]
- Brest : 13 e 14 gennaio [4]

### 2020
- Castello di Lužnica (Croazia): 5 marzo [5] .
- Berlino: 27 e 28 agosto [6]

### 2019
- Bucarest: 31 gennaio–1 febbraio [7][8]
- Helsinki: 29–30 agosto [9]

### 2018
- Sofia: 15–16 febbraio [10]
- Vienna: 30–31 agosto [11]

### 2017
- La Valletta: 28 aprile [12]
- Tallinn: 7–8 settembre [13]

### 2016
- Amsterdam: 5–6 febbraio [14]
- Bratislava: 2–3 settembre [15]

### 2015
- Riga: 6–7 marzo [16]
- Lussemburgo: 4–5 settembre [17]

### 2012
- Aphrodite Hills Resort, Pafos: 7 e 8 settembre [18]